# Wera Alexandrowna Sokolowa

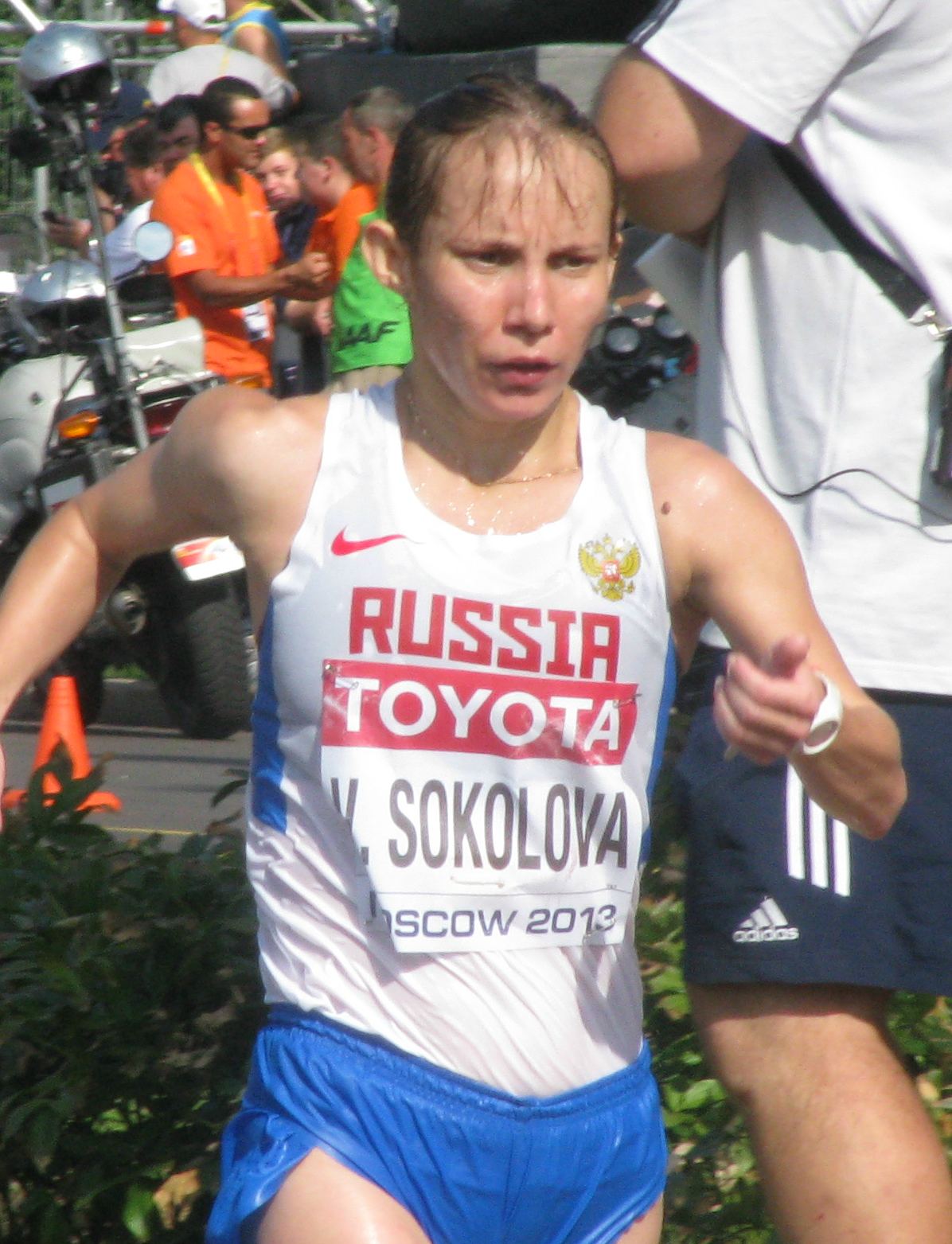
Wera Sokolowa bei den Weltmeisterschaften 2013

Wera Alexandrowna Sokolowa (russisch Вера Александровна Соколова; * 8. Juni 1987 in Tschuwaschien) ist eine russische Geherin.

## Erfolge
Bei den Juniorenweltmeisterschaften 2002 wurde sie Neunte. 2003 bei den Jugendweltmeisterschaften wurde sie Erste, 2004 beim selben Event Dritte. 2005 bei den Junioreneuropameisterschaften wurde sie Erste. Bei den Junioren-Weltmeisterschaften 2006 wurde Sokolowa vierte. 2009 bei den Weltmeisterschaften wurde sie 14. 2010 bei den Europameisterschaften gewann sie Bronze.
Bei den Weltmeisterschaften 2011 erreichte Sokolowa den 11. Platz über 20 Kilometer Gehen. 2014 wurde sie über die gleiche Distanz Vierte beim IAAF World Race Walking Cup und bei den Europameisterschaften.
Sokolowa wurde zunächst von Anatoli Nikolajew und dessen Frau, der Olympiasiegerin Jelena Nikolajewna Nikolajewa, trainiert. 2008 zog sie nach Mordwinien, wo Wiktor Michailowitsch Tschogin ihr Trainer wurde.